# Rhesala inconcinnalis
Rhesala inconcinnalis là một loài bướm đêm trong họ Noctuidae.